# Chionaema obscura
Chionaema obscura är en fjärilsart som beskrevs av George Francis Hampson 1900. Chionaema obscura ingår i släktet Chionaema och familjen björnspinnare. Inga underarter finns listade i Catalogue of Life.